# WASP-21 (Tangra)
WASP-21 eller Tangra, är en ensam stjärna belägen i den mellersta delen av stjärnbilden Pegasus. Den har en skenbar magnitud av ca 11,58 och kräver ett teleskop för att kunna observeras. Baserat på parallax enligt Gaia Data Release 2 på ca 3,84 mas, beräknas den befinna sig på ett avstånd på ca 849 ljusår (260 parsek) från solen. Den rör sig närmare solen med en heliocentrisk radialhastighet på ca -89 km/s. En undersökning 2012 misslyckades med att finna någon följeslagare till WASP-21.

## Nomenklatur
År 2019 valdes WASP-21, som en del av NameExoWorlds-kampanjen organiserad av International Astronomical Union, som tilldelade varje land en stjärna och planet att namnge. WASP-21 tilldelades, på förslag av Bulgarien, namnet Tangra efter en gudom som dyrkades av de tidiga bulgarerna, medan exoplaneten WASP-21 b gavs namnet Bendida efter en gudom som dyrkades av thrakierna.

## Egenskaper
WASP-21 är en gul till vit stjärna i huvudserien av spektralklass G3 V, som närmar sig slutet av dess tid i huvudserien. Den har en massa som är ca 0,89 solmassa, en radie på ca 1,14 solradie och har en effektiv temperatur av ca 5 800 K. Stjärnan är relativt metallfattig, med 40 procent av tunga element jämfört med solens. Kinematiskt hör WASP-21 till Vintergatans tjocka skiva.

## Planetsystem
År 2010 upptäcktes inom Wide Angle Search for Planets (WASP) en het exoplanet av Jupitertyp i omlopp kring WASP-21, och bekräftades genom mätning av radiell hastighet av WASP-teamet 2010. Analys 2015 av variationer i transittid hittade inga ytterligare planeter i systemet.
År 2020 har spektroskopisk analys funnit att WASP-21 b-atmosfären är mestadels molnfri och innehåller natrium.
| Planet      | Massa              | Halv storaxel (AE) | Siderisk omloppstid (d) | Excentricitet | Inklination   | Radie    |
| ----------- | ------------------ | ------------------ | ----------------------- | ------------- | ------------- | -------- |
| b / Belinda | > 0,276 ± 0,018 MJ | 0,0499 ± 0,0013    | 4,322482                | 0,0 0,0       | 86,97 ± 0,33° | 1,162 RJ |